# Athelges cladophorus
Athelges cladophorus är en kräftdjursart som beskrevs av Gerstaecker 1862. Athelges cladophorus ingår i släktet Athelges och familjen Bopyridae. Inga underarter finns listade i Catalogue of Life.